# 616688 Gaowei
616688 Gaowei este o planetă minoră (asteroid) din centura de asteroizi. A fost descoperită pe 29 septembrie 2016 la  de . 
Obiectul prezintă o orbită caracterizată de o semiaxă mare de 2,5741733405824 UAi, o excentricitate de 0,23159557003091, o înclinație de 27,793322962226 ° în raport cu ecliptica.